# Camp de Caylus
Le camp de Caylus, devenu depuis 1945 camp lieutenant-colonel-Normand, est un camp militaire français de 6500 ha situé à Caylus en Tarn-et-Garonne.

## Historique

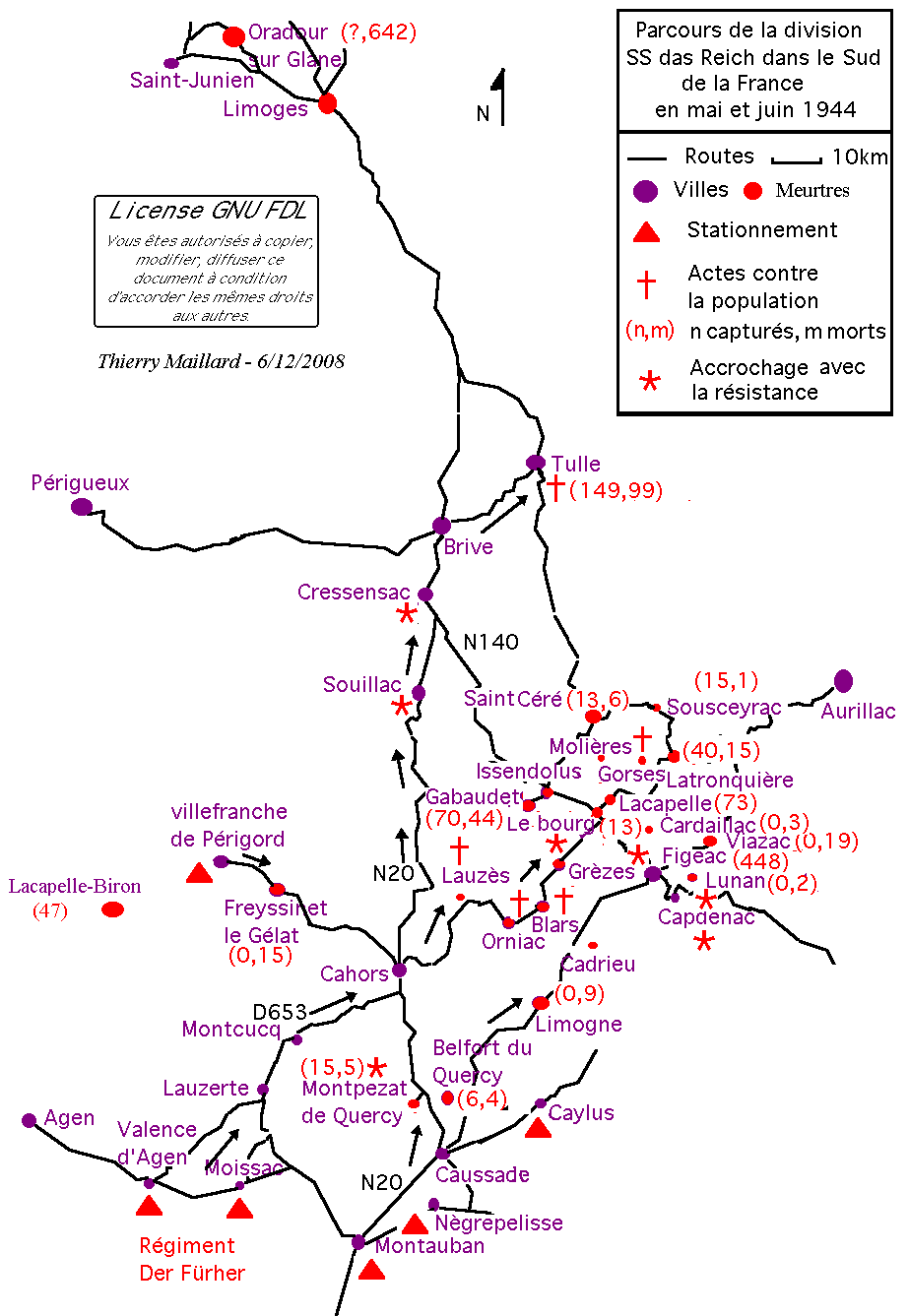
Parcours de la 2e SS Panzer Division Das Reich dans le Sud de la France en mai et juin 1944 (cliquer sur l'image pour l'agrandir).

Le projet de création d'un camp et d'un champ de tir date de 1884. Toutefois, on ne connait pas la date exacte de la création du camp de Caylus si ce n'est que les premières manœuvres datent du début du XXe siècle, vers 1902. L'achat par l'armée des terrains date des années 1920.
Durant la Retirada, en 1939, le camp sert de lieu d'internement pour les réfugiés et exilés de la guerre d'Espagne.
Lors de la déclaration de guerre (le 3 septembre 1939, soit deux jours après le début de l'invasion de la Pologne par l'Allemagne nazie), le camp sert de dépôt pour l'infanterie légère. Fermé en janvier 1940, le gouvernement de Vichy l'utilise comme camp d'internement pour les juifs étrangers en 1940-1941.
En novembre 1942, après l'opération Anton, les troupes allemandes en prennent possession et, au printemps 1944, le camp est l'un des cantonnements de la 2e division SS « Das Reich ».
Malgré cette occupation, deux maquis sont créés dans le camp. À la suite d'une dénonciation, les Allemands découvrent quelques dépôts d'armes et de munitions : le lieutenant-colonel Normand et l'adjudant-chef Gilles sont arrêtés et déportés à Buchenwald. En 1945, le camp prend le nom de « lieutenant-colonel-Normand ».
Durant la guerre d'Indochine, le camp sert de camp d'internement aux troupes indochinoises qui s'étaient rebellées.
Le camp sert de cantonnement au 14e régiment de tirailleurs algériens jusqu'à sa dissolution en 1959 et sert de champ de manœuvre en 1962.
Régulièrement agrandi jusqu'en 1967, il est toujours utilisé.
Longtemps administré par le 7e RIMa, il est occupé depuis 2009 par un détachement du 17e régiment du génie parachutiste auquel le camp est rattaché.
Depuis 2010, sur ce site est implanté le Centre de formation initiale des militaires du rang (CFIM) de la 11e brigade parachutiste devenu 11e régiment parachutiste d'instruction et d'entraînement. 
Le camp militaire de Caylus sert également de camp de manœuvre pour les élèves sous-officiers de l'armée de terre dont l'école nationale (l'ENSOA) est basée à Saint-Maixent-l'École dans les Deux-Sèvres.